# 路易·米歇尔·安托万·萨于克
萨于克伯爵路易-米歇尔-安托万（法語：Louis-Michel-Antoine，Comte de Sahuc，法語發音：[lwi miʃɛl ɑ̃twan kɔ̃t də sayk]；1755年1月7日—1813年10月24日）是一位法国陆军将军，萨于克曾加入法国皇家军队并在那里服役了20年，之后参加了法国大革命战争。他在战争中晋升团长并且后来成为了一名将军。在拿破仑战争期间，他在拿破仑的三场战争中皆担任重要的骑兵指挥角色。
在法国大革命初期，萨于克被任命领导一个猎骑兵团，后来被提拔为旅长。在拿破仑的领导下，萨于克在1805年的战役中指挥了一个骑兵旅。在1806-7年的战役期间，他领导了一个龙骑兵师。1809年，他在意大利指挥一个轻骑兵师并参加了瓦格拉姆战役。几年后，萨于克成为立法团成员，但被召回部队。萨于克于1813年在德国因感染斑疹伤寒病逝。他的名字被刻在凯旋门上。

## 早年生活
萨于克于1755年1月7日出生在法国梅洛，并于1772年加入旧制度的军队。在法国大革命初期，他成为北方军团的一名军官。后来他调到桑布雷-默兹军团，并于1794年7月10日被任命为第1猎骑兵团的上校团长。1799年4月21日，在第二次反法同盟期间，他晋升准将并参加了1800年5月3日的斯托卡赫战役。

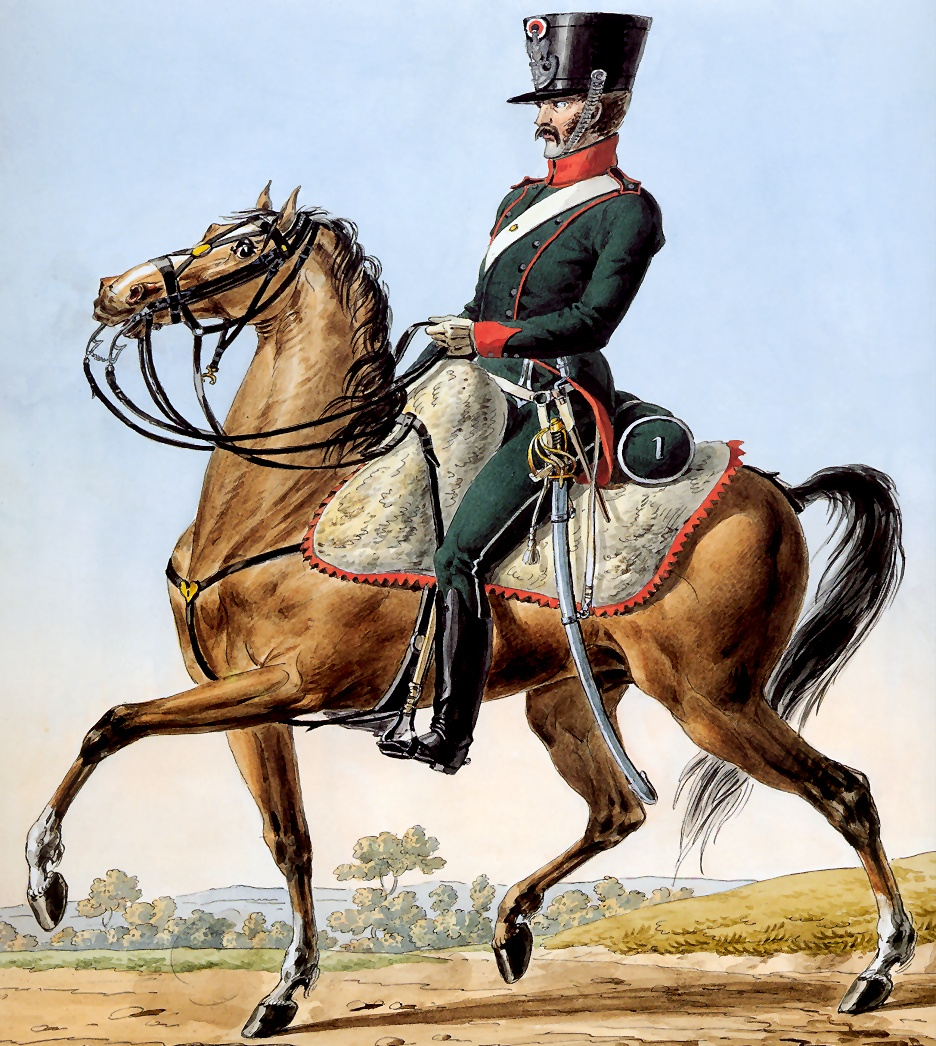
法军第1猎骑兵团

在12月3日的霍亨林登战役中，萨于克担任一个骑兵旅的旅长。法军在这场战斗中取得了决定性的胜利。
在霍恩林登战役之后，法军在一系列对抗撤退的奥地利人的行动中取得了成功。12月16日在沃勒湖畔诺伊马克特，萨于克在率领第48线列步兵团和第1猎兵团时，给奥地利军队造成了500人伤亡。17日在弗兰肯马克特，奥地利人伤亡2,650人，其中大部分成为俘虏。18日在施瓦嫩施塔特，700名奥军胸甲骑兵被困在河边并被俘。同一天，在弗克拉布鲁克，萨于克的部队俘虏了一位奥地利将军、两门火炮和一些奥军步兵。19日在兰巴赫，奥军第12步兵团的1,450人投降，法军还缴获了500辆奥军辎重车。

## 帝国时期
萨于克于1801年成为法案评议委员会的成员，并且是拿破仑·波拿巴的强烈支持者，投票支持建立法兰西第一帝国。1803 年，他成为帝国骑士，然后在1804年成为荣誉军团的指挥官。在第三次反法同盟中，萨于克曾在一个师服役，其中包括第15和第17龙骑兵团，这些龙骑兵团在1805年10月11日的哈斯拉赫-容金根战役中失去了帝国鹰标和许多士兵。该师的第18和第19龙骑兵团也在1805年10月14日参加了埃尔兴根战役。1805年12月2日，萨于克作为第4龙骑兵师的一位旅级指挥官的身份参加了奥斯特里茨战役。
1806年1月4日，拿破仑将萨于克提拔为骑兵师级将军（少将）。第四次反法同盟期间，萨于克成为2,600人的第4龙骑师的师长。萨于克的士兵错过了耶拿-奥尔施泰特战役，因为他与让-巴蒂斯特·贝尔纳多特元帅的第1军团一起行军。战斗结束后，他的师加入了尼古拉·苏尔特元帅的第4军团执行追击任务。11月1日，他的师在拉特诺向北移动以攻击布吕歇尔的普鲁士部队。11月6日，萨于克与苏尔特和缪拉元帅一起参加了吕贝克战役，当时他负责攻击东南门。在占领了城门后，法军骑兵就冲上街头，帮助俘虏了一个普鲁士步兵团。1月25日，他的部队参加了莫龙根战役。拿破仑于1808年晋升萨于克为帝国伯爵。

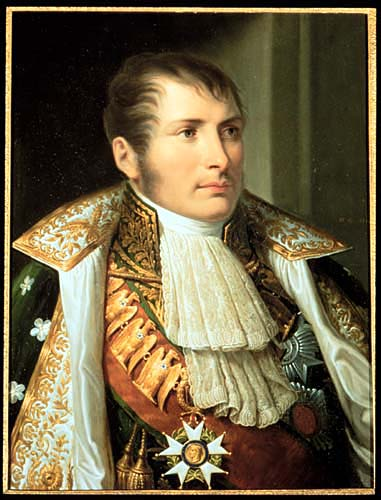
1809年，萨于克在欧仁·德·博阿尔内的指挥下作战

在第五次反法同盟中，萨于克在欧仁·德·博阿尔内的意大利军团中指挥一个轻骑兵师。该师包括第6骠骑兵团、第6猎骑兵团、第8猎骑兵团、第25列骑兵团和一个4磅牵引炮连。

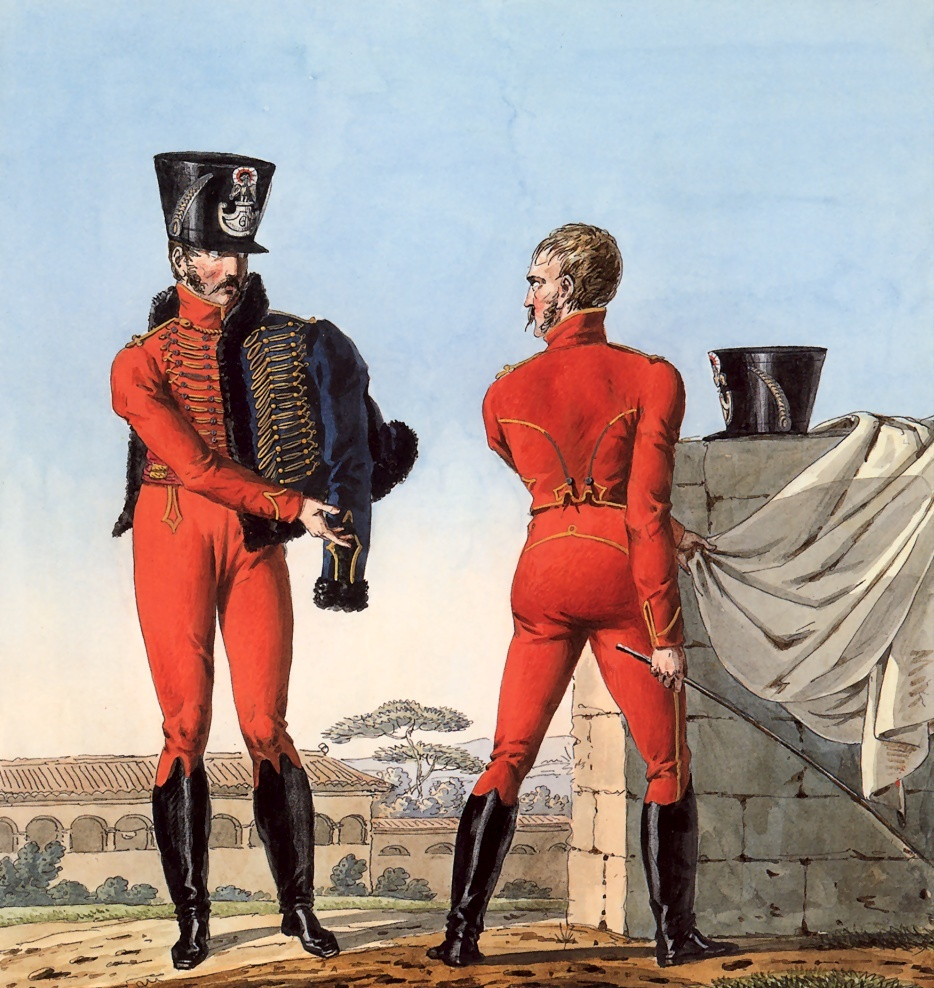
1809年，第6骠骑兵团隶属于萨于克的骑兵师

在波代诺内的战役中，萨于克的部队被奥军击败。当时萨于克指挥了两个骑兵团和第35线列步兵团的4,800名法军前卫士兵。1809年4月15日上午6时，约翰·玛丽亚·菲利普·弗里蒙特将军率领5,900名奥地利人攻打该镇。萨于克将他的骑兵调到镇北，但弗里蒙特从侧翼攻击他的骑兵，将他们击溃。第35线列步兵团被困在镇上，几乎被摧毁，有500人死伤。此外，奥军还俘获了2,000名法军士兵、一个帝国鹰标和四门火炮。奥地利人只报告了253人伤亡。在4月16日的萨奇莱战役中，欧仁因奥地利骑兵的优势而拒绝完全投入萨于克的师。在欧仁下令撤退后，萨于克协助保罗·格雷尼尔和让-巴蒂斯特·布鲁西埃的两个师撤退。
在5月8日的皮亚韦河之战中，萨于克和查尔斯·兰登·德普利的骑兵师向右越过皮亚韦河。两个骑兵师将约翰·卡尔纳西的奥地利旅驱赶到两个村庄。法军轻步兵形成方阵并成功击退了一个奥地利骑兵师，但他们遭到了由24门大炮组成的集结炮台的猛烈攻击。轰炸使法军步兵损失惨重，20门法国大炮及时赶到，以回应奥地利的炮兵。与此同时，萨于克不明智地部署了他的师，以至于一些错过步兵广场的炮弹击中了他的士兵。奥地利骑兵第二次进攻时，萨于克的轻骑兵和普利的龙骑兵反击并击溃了他们。追赶奥地利骑兵时，法国骑兵攻占了奥军的炮台并缴获了14门火炮。奥地利骑兵指挥官克里斯蒂安·沃尔夫斯凯尔·冯·赖兴伯格死于普利的一名龙骑兵之手。在这一辉煌的成功之后，萨于克未能召集他的师，匈牙利军队的反击击溃了第8猎骑兵团。他的其他三个上校也顺势而为，赶走了匈牙利人。由于骑兵无能为力，约翰大公只能进行被动防御，这导致他最终失败。
当萨于克参加6月14日的拉布战役时，他的部队只有第8和第25猎骑兵团。当埃马纽埃尔·格鲁希和路易-皮埃尔·蒙布伦的骑兵在右翼击败了试图阻挡的奥军时，他的骑兵师守卫着左翼。随着奥地利军队在战斗结束时撤退，萨于克的骑兵发起了追击，很快就遇到了一些匈牙利民兵方阵。尽管匈牙利人进行了零散的齐射，但由于法国骑兵的进攻混乱，他们还是成功地挡住了第一次冲锋。第二次法军冲锋组织得更好。一个猎兵团集中在一个方阵的一侧进攻。法军对先前被击退感到愤怒，毫不留情地屠杀了无助的匈牙利人，甚至砍杀了那些试图投降的人。
在瓦格拉姆战役中，萨于克率领一个由第6猎骑兵、第8猎骑兵和第9猎骑兵组成的师。在横渡多瑙河之前，他向他的骑兵们发表了夸夸其谈的演讲。他的骑兵支援了7月5日的夜间进攻。起初，进攻看起来很有希望，萨于克的猎兵击溃了一个奥地利营。然而，奥军的步兵拦截了法军的骑兵，法军骑兵被迫撤退。在没有骑兵支援的情况下，法军步兵在面对奥地利步兵的反击时步履蹒跚。进攻以失败告终，法国人在遭受重大损失后逃回了他们的起始位置。黄昏来临，萨于克的士兵对奥地利骑兵进行了反击，他们首先用手枪和卡宾枪齐射，然后涉水冲向他们。在黑暗中，穿白衣服的法军骑兵是非常明显的目标。两名骑兵上校在战斗中阵亡。7月6日，萨于克的骑兵守卫着雅克·麦克唐纳著名的空心方阵的侧翼。
从1809年到1812年，萨于克作为来自瓦兹的代表在立法团中任职。回到军队后，他成为莱茵河和奥得河之间的仓库和医院的监察长。在美因河畔法兰克福，他感染了斑疹伤寒，并于1813年10月24日去世。萨于克的名字（SAHUC）被刻在凯旋门的第7列。

## 引注
1. 1 2 3 4 5  Mullié (1852)
2. ↑  Arnold (2005), p. 275. It's not clear which units were specifically under Sahuc's orders.
3. ↑  Arnold (2005), p. 245
4. ↑  Smith (1998), pp. 190-191
5. ↑  Smith (1998), p. 204
6. ↑  Duffy (1977), p. 180. Duffy also lists Verdière as a brigadier.
7. ↑  Smith (1998), p. 216. Smith omits the 27th Regiment.
8. ↑  Petre (1993), p. 176. Petre shows the strength.
9. ↑  Chandler, p. 37
10. ↑  Petre (1993), p. 150
11. ↑  Petre (1993), p. 199
12. ↑  Petre, p. 264
13. ↑  Petre, p. 275
14. ↑  Petre, p. 281
15. ↑  Smith (1998), p. 240
16. ↑  Bowden & Tarbox (1980), p. 101
17. ↑  Schneid (2002), p. 71-72
18. ↑  Smith (1998), p. 286
19. ↑  Schneid (2002), p. 74
20. 1 2  Schneid (2002), p. 80-81
21. ↑  Arnold (1995), pp. 101-102
22. ↑  Epstein (1994), p. 91
23. ↑  Arnold (1995), p. 102
24. ↑  Schneid (2002), p. 81-82
25. ↑  Bowden & Tarbox (1980), p. 119
26. ↑  Smith (1998), p. 315. Smith lists the 6th, 8th, and 9th Chasseurs.
27. ↑  Arnold (1995), p. 112
28. ↑  Bowden & Tarbox (1980), p. 149
29. ↑  Arnold (1995), p. 122
30. ↑  Schneid (2002), p. 95-96
31. ↑  Arnold (1995), p. 132
32. ↑  Schneid (2002), p. 97